# Auður Auðuns
Auður Auðuns (født 18. februar 1911 i Ísafjörður, død 19. oktober 1999) var en islandsk jurist og politiker fra Selvstændighedspartiet. Hun blev Islands første kvindelige jurist og kvindelige minister. Hun blev ligeledes 1959-60 den første kvindelige borgmester i Reykjavík, idet hun dog delte embedet med Geir Hallgrímsson.
Auður tog studentereksamen (stúdentspróf) fra Menntaskólinn í Reykjavík i 1929 og juridisk embedseksamen fra Háskóla Íslands i 1935. Hun var advokat for Mødrehjælpsnævnet (Mæðrastyrksnefnd) i Reykjavik 1940-1960. Auður sad i byrådet 1946-70. Hun var byrådsformand 1954-59 og 1960-70, samt borgmester i Reykjavik (sammen Geir Hallgrímsson) 19. november 1959 - 5. oktober 1960. I Radio- og TV-rådet (Utvarpsraðið ) 1975-78, og deltog 1967 og 1975 i den islandske delegation til FNs generalforsamling.
Hun var suppleant til Altinget 1947-48 og indvalgt for Reykjavík-kredsen 1959–74. Fra 10. oktober 1970 til 14. juli 1971 var hun justits- og kirkeminister i Jóhann Hafsteins regering.

## Familie
Auður var datter af Jón Auðun Jónsson, der var altingsmand for først Det Konservative Parti, og siden dets arvtager Selvstændighedspartiet, og dennes hustru Margrétar Guðrúnar Jónsdóttur. I 1936 giftede hun sig med højesteretssagfører Hermann Jónsson, og sammen fik de børnene Jón (1939), Einar (1942), Margréti (1949) og Árna (1954).